# Vismia orientalis
Vismia orientalis är en johannesörtsväxtart som beskrevs av Adolf Engler. Vismia orientalis ingår i släktet Vismia och familjen johannesörtsväxter. Inga underarter finns listade i Catalogue of Life.